# Giuseppe Lyons
Giuseppe Lyons, noto anche come Giuseppe Lions (Nizza, 25 settembre 1815 – 2 gennaio 1853), è stato un politico italiano.

## Biografia
Maggiore dei Bersaglieri, fu Deputato del Regno di Sardegna nelle prime quattro legislature, eletto nel collegio di Moncalvo. Morì durante il mandato, per le complicazioni dovute alle ferite riportate durante la Prima guerra d'indipendenza.